# Tuakana mirada
Tuakana mirada là một loài nhện trong họ Desidae. Chúng được miêu tả năm 1970 bởi Raymond Robert Forster.